# There It Is
There It Is – amerykański film z 1928 roku w reżyserii i na podstawie scenariusza Charlesa R. Bowersa oraz Harolda L. Mullera

## Wyróżnienia
| Rok wpisania | National Film Registry |
| ------------ | --- |
| 2004         | Lista filmów budujących dziedzictwo kulturalne USA utworzona przez National Film Preservation Board i przechowywana w Bibliotece Kongresu Stanów Zjednoczonych |